# Socialistes Valencians Independents
Socialistes Valencians Independents (SVI) fou un grupuscle polític valencià sorgit de les cendres del Partit Socialista Valencià vers el 1971. El formaven un total d'11 persones, entre elles Ernest Lluch, Ricard Pérez Casado, Miquel Àngel Fabra, Miquel Soler, Enric Solà, Eladi Arnalte, Vicent Garcés Ramón, Alfons Cucó i Joan Francesc Mira. El 1975 s'integraren en Convergència Socialista del País Valencià.
Vicent Soler fou detingut el 1975 com a part dels 10 d'Alaquàs, com a representant del partit en la Taula Democràtica del País Valencià.